# Zagrebački lokalni izbori 2013.
Lokalni izbori u Zagrebu 2013. godine održani su 19. svibnja i 2. lipnja 2013., a birali su se gradonačelnik te članovi Gradske skupštine Grada Zagreba i mjesne samouprave (vijeća gradskih četvrti i mjesnih odbora). 

## Rezultati

### Gradonačelnik
| Kandidat          | Stranka   | Prvi krug | Prvi krug | Drugi krug | Drugi krug |
| Kandidat          | Stranka   | Ukupno    | %         | Ukupno     | %          |
| ----------------- | --------- | --------- | --------- | ---------- | ---------- |
| Milan Bandić      | Nezavisni | 142.646   | 47,30     | 170.798    | 65,67      |
| Rajko Ostojić     | SDP       | 68.475    | 22,71     | 84.179     | 32,37      |
| Vladimir Ferdelji | HSLS      | 52.263    | 17,33     |            |            |
| Margareta Mađerić | HDZ       | 16.316    | 5,41      |            |            |
| Ostali            | Ostali    | 15.948    | 5,28      |            |            |
| Ukupno            | Ukupno    | 295.648   | 100,00    | 254.977    | 100,00     |

### Skupština
| Stranka                        | Glasovi | Glasovi | Mandati |
| Stranka                        | Ukupno  | %       | Mandati |
| ------------------------------ | ------- | ------- | ------- |
| SDP-HNS-HSU                    | 73.569  | 25,24   | 17      |
| Nezavisna lista Milana Bandića | 70.988  | 24,36   | 17      |
| HDZ-HSP AS-BUZ                 | 42.905  | 14,72   | 10      |
| HSLS-HSS                       | 32.472  | 11,14   | 7       |
| HL SR                          | 14.035  | 4,82    | 0       |
| Ostali                         | 57.486  | 19,72   | 0       |
| Ukupno                         | 291.455 | 100,00  | 51      |
| Izvori:                        |         |         |         |

## Vanjske poveznice
- Službene stranice Grada Zagreba vezane uz izbore